# 下南灣 (紐約州)
下南灣（英語：Lower South Bay）是位於美國紐約州奧奈達縣的非建制地區。

## 地理
下南灣所處的海拔為高於海平面115米（即377英呎），而該地所採用的時區為UTC-5，即北美东部时区（EST）。同時該地設有夏令時間，為UTC-5調快一小時，即UTC-4（EDT）。